# Fernando Vizcaíno Casas
Fernando Vizcaíno Casas (València, 23 de febrer de 1926 – Madrid, 2 de novembre de 2003), advocat, fou un escriptor i periodista valencià en llengua castellana.

## Obra
Els seus escrits eren obertament favorables a l'Espanya franquista, amb llibres com De camisa vieja a chaqueta nueva (1976), ¡Viva Franco! (con perdón) (1980), Las autonosuyas (1981), Zona Roja (1986), El año en que volaron a Carrero Blanco (1993), El año que Franco murió en la cama (1993), El año en que Franco hizo rey a don Juan Carlos (1994), on retratava la seva visió de la transició espanyola des del punt de vista dels defensors dels colpistes del 1939. Durant les dècades de 1970 i 1980 va col·laborar amb el director de cinema Rafael Gil en una sèrie de films que defensaven el règim.
Com a advocat, es va especialitzar en la problemàtica jurídica del teatre i dels actors, i publicà Summa de legislación del espectáculo (1962) i La nueva legislación cinematográfica española (1964). El 1971 es va iniciar com a novel·lista; el seu primer i major èxit fou Y al tercer año resucitó (1978).